# Kroksbäcksparken
Kroksbäcksparken är en park och delområde belägen i stadsdelen Hyllie i stadsområdet Väster i Malmö.
Kroksbäcksparken ligger mellan bostadsområdena Kroksbäck och Holma. Den anlades på 1970-talet, samtidigt som Kroksbäck och Holma byggdes. I norra delen ligger Kroksbäcks idrottsplats och i söder finns det sju kullar. Däremellan ligger grönområden med ängsmarker och ett par nyanlagda dammar. Nyast är en puckelfotbollsplan från 2009, nära Kroksbäcksskolan.

### Noter

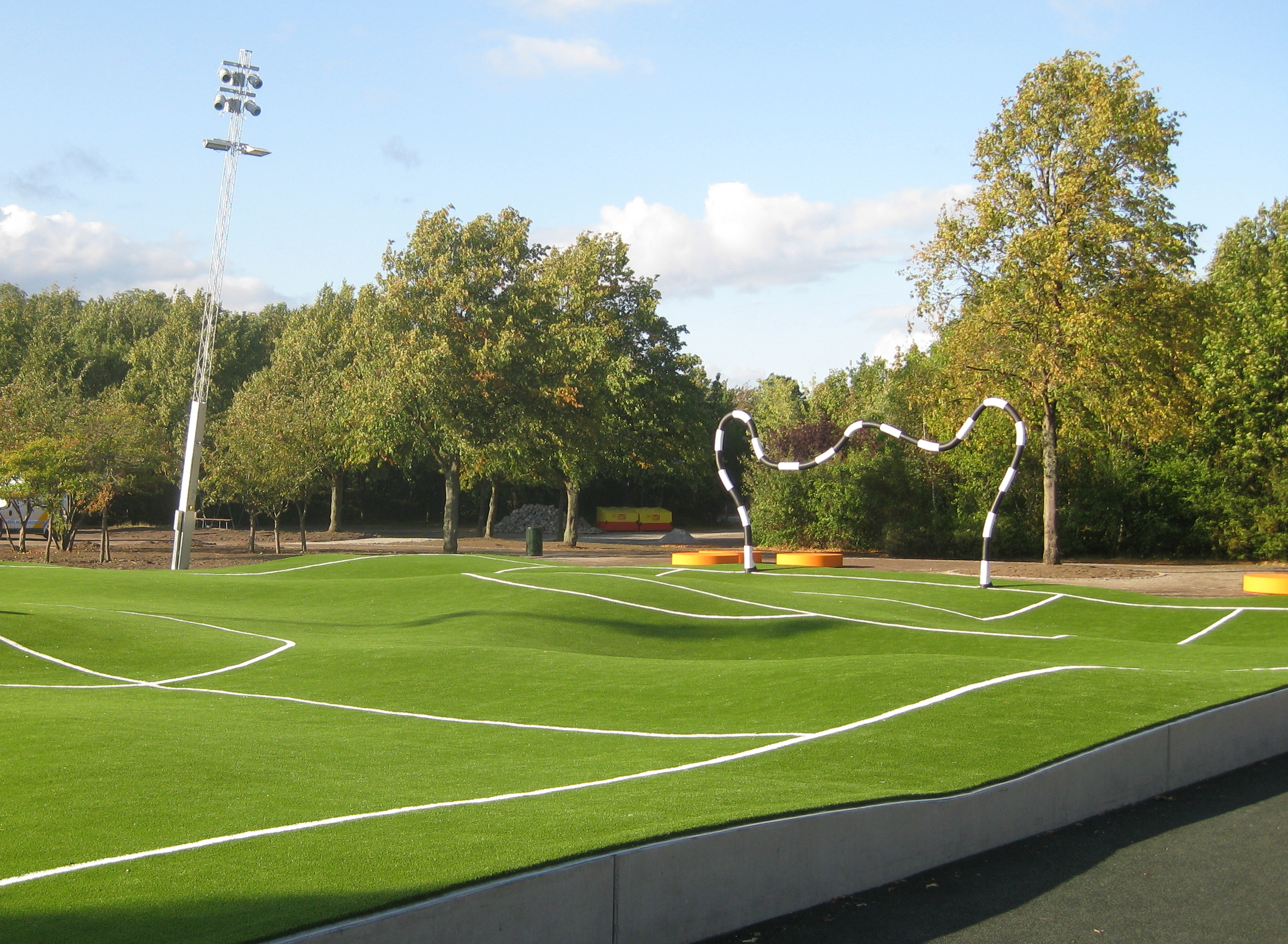
Fotbollsplan med pucklar av Johan Ferner Ström